# Nesogaster halli
Nesogaster halli är en tvestjärtart som först beskrevs av Walter Douglas Hincks 1949.  Nesogaster halli ingår i släktet Nesogaster och familjen dvärgtvestjärtar. Inga underarter finns listade i Catalogue of Life.